# Mesosemia
Mesosemia is een geslacht van vlinders uit de familie van de prachtvlinders (Riodinidae), onderfamilie Riodininae.
Mesosemia werd in 1819 beschreven door Hübner.

## Soorten
Mesosemia omvat de volgende soorten:
- M. ackeryi Brévignon, 1997
- M. acuta Hewitson, 1873
- M. adida Hewitson, 1869
- M. ahava Hewitson, 1869
- M. albipuncta Schaus, 1913
- M. ama Hewitson, 1869
- M. amarantus Stichel, 1910
- M. anceps Stichel, 1915
- M. antaerice Hewitson, 1859
- M. araeostyla Stichel, 1915
- M. asa Hewitson, 1869
- M. bahia Callaghan, 1999
- M. bella Sharpe, 1890
- M. blandina Stichel, 1910
- M. calypso Bates, 1868
- M. carderi H. Druce, 1904
- M. carissima H. Bates, 1866
- M. cecropia Druce, 1874
- M. ceropia H. Druce, 1874
- M. cippus Hewitson, 1859
- M. coea Hübner, 1816
- M. coelestis Godman & Salvin, 1885
- M. cordillerensis Salazar & Constantino, 1993
- M. cyanira Stichel, 1909
- M. cymotaxis Stichel, 1910
- M. chionodes Stichel, 1909
- M. decolorata Lathy, 1932
- M. destituta Stichel, 1909
- M. dulcis Stichel, 1910
- M. ephyne (Cramer, 1776)
- M. epidius Hewitson, 1859
- M. erinnya Stichel, 1910
- M. esmeralda Gallard & Brévignon, 1989
- M. esperanza Schaus, 1913
- M. eugenea Stichel, 1910
- M. eumene (Cramer, 1776)
- M. eurythmia Stichel, 1915
- M. evias Stichel, 1923
- M. friburgensis Schaus, 1902
- M. gaudiolum H. Bates, 1865
- M. gemina Maza, J & R. Maza, 1980
- M. gertraudis Stichel, 1910
- M. gneris Westwood, 1851
- M. grandis H. Druce, 1874
- M. halmus Doubleday, 1847
- M. harveyi DeVries & J. Hall, 1996
- M. hedwigis Stichel, 1910
- M. hesperina Butler, 1874
- M. hypermegala Stichel, 1909
- M. ibycus Hewitson, 1859
- M. impedita Stichel, 1909
- M. inconspicua Lathy, 1932
- M. iphinoe Doubleday, 1847
- M. isshia Butler, 1869
- M. jeziela Butler, 1869
- M. jucunda Stichel, 1923
- M. judicialis Butler, 1874
- M. junta Stichel, 1910
- M. kahuapayani Hall, J & Harvey, 2004
- M. kwokii D'Abrera, 1994
- M. lacernata Stichel, 1909
- M. lamachus Hewitson, 1857
- M. lapillus Stichel, 1910
- M. latizonata Butler, 1874
- M. levis Stichel, 1915
- M. loruhama Hewitson, 1869
- M. luperca Stichel, 1910
- M. lycorias Stichel, 1915
- M. macella Hewitson, 1859
- M. macrina (C. & R. Felder, 1865)
- M. machaera Hewitson, 1860
- M. maeotis Hewitson, 1859
- M. magete Hewitson, 1860
- M. mamilia Hewitson, 1870
- M. mancia Hewitson, 1870
- M. materna Stichel, 1909
- M. mathania Schaus, 1902
- M. mayi Lathy, 1958
- M. meeda Hewitson, 1858
- M. mehida Hewitson, 1869
- M. melaene Hewitson, 1859
- M. melese Hewitson, 1860
- M. melpia Hewitson, 1859
- M. menippus (Fabricius, 1776)
- M. menoetes Hewitson, 1859
- M. mesoba Hewitson, 1873

- M. messeis Hewitson, 1860
- M. methion Hewitson, 1860
- M. metope Hewitson, 1859
- M. metuana (C. & R. Felder, 1865)
- M. metura Hewitson, 1873
- M. mevania Hewitson, 1857
- M. minos Hewitson, 1859
- M. minutula Gallard, 1996
- M. misipsa Hewitson, 1859
- M. modulata Stichel, 1910
- M. moesia Hewitson, 1857
- M. mosera Hewitson, 1860
- M. myonia Hewitson, 1859
- M. myrmecias Stichel, 1910
- M. naiadella Stichel, 1909
- M. nerine Stichel, 1909
- M. nesti Hewitson, 1857
- M. nina (Herbst, 1798)
- M. nora Stichel, 1925
- M. nyctea (Hoffmansegg, 1818)
- M. nympharena Stichel, 1909
- M. odice (Godart, 1824)
- M. olivencia H. Bates, 1868
- M. orbona Godman, 1903
- M. ozora Hewitson, 1869
- M. pacifica Stichel, 1926
- M. palatua Stichel, 1915
- M. pardalis Callaghan, 2001
- M. parishi Druce, 1904
- M. phace Godman, 1903
- M. phelina (Felder, 1862)
- M. philocles (Linnaeus, 1758)
- M. pinguilenta Stichel, 1915
- M. praeculta Stichel, 1910
- M. putli Seitz, 1913
- M. quadralineata Hall, J & Harvey, 2004
- M. reba Hewitson, 1869
- M. rhodia (Godart, 1824)
- M. scotina Stichel, 1909
- M. sibyllina Staudingerl, 1887
- M. sifia (Boisduval, 1836)
- M. signata Stichel, 1915
- M. simulans Rebillard, 1958
- M. sirenia Stichel, 1909
- M. steli Hewitson, 1858
- M. subtilis Stichel, 1909
- M. suspiciosa Stichel, 1910
- M. sylvina Bates, 1868
- M. synnephis Stichel, 1909
- M. taparcha Stichel, 1910
- M. telegone (Boisduval, 1836)
- M. tenebricosa Hewitson, 1877
- M. teulem Brévignon, 1995
- M. thera Godman, 1903
- M. thetys Godman & Salvin, 1885
- M. thyas Stichel, 1910
- M. thymetus (Cramer, 1777)
- M. ulrica (Cramer, 1777)
- M. ulricella Herbst, 1798
- M. veneris Butler, 1871
- M. visenda Stichel, 1915
- M. walteri Brévignon, 1998
- M. zanoa Hewitson, 1869
- M. zikla Hewitson, 1869
- M. zonalis Godman & Salvin, 1885
- M. zorea Hewitson, 1869